# Pujols (Lot y Garona)
Pujols es una comuna francesa situada en el departamento de Lot y Garona, en la región de Nueva Aquitania.
Forma parte de la asociación Les Plus Beaux Villages de France (Los Pueblos más Bonitos de Francia).

## Demografía
| 1061 | 1467 | 2534 | 3365 | 3608 | 3546 | 3776 |
| Para los censos de 1962 a 1999 la población legal corresponde a la población sin duplicidades (Fuente: INSEE [Consultar]) |      |      |      |      |      |      |